# North Grenville
North Grenville est une municipalité du Canada située dans les Comtés unis de Leeds et Grenville en Ontario.
Elle compte 16 451 habitants en 2016.
Elle comprend les communautés d'Actons Corners, Bedell, Bishops Mills, Burritts Rapids, East Oxford, Heckston, Hutchins Corners, Kemptville, McReynolds, Millars Corners, Mountain, Newmanville, Oxford Mills, Oxford Station, Pattersons Corners, Peltons Corners, Sabourins Crossing, Schipaville, Swan Crossing et Van Allens.